# عزرائیل کارلیباخ
عزری ال کارلیباخ (به عبری: עזריאל קרליבך) روزنامه‌نگار یهودی، ستون‌نویس، تحلیل‌گر سیاسی، نویسنده و بنیان‌گذار روزنامه عبری‌زبان معاریو بود.
وی از باورمندان به جنبش صهیونیسم بود و مقالات سیاسی‌اش در دوران قیومیت بریتانیا بر فلسطین، دوران یشوف و روزهای آغازین تشکیل کشور اسرائیل، نقش مهمی در انسجام جامعه یهودی در دوران تشکیل کشور اسرائیل داشت.
خیابانی در مرکز شهر تل‌آویو که ساختمان و دفتر روزنامه معاریو در آن‌جا قرار دارد، به افتخار وی نام‌گذاری شده‌است.

## کتاب
عزرائیل کارلیباخ در سال ۱۹۵۴ میلادی، سفری ۳ هفته‌ای به هندوستان کرد. در طول سفرش با جواهر لعل نهرو و دیگر رهبران کنگره ملی هند دیدار کرد. وی پس از بازگشت به اسرائیل کتابی به زبان عبری را با عنوان «هندوستان؛ یک سفرنامه» منتشر کرد. این کتاب اولین کتابی به زبان عبری بود که تا آن‌زمان در مورد هندوستان نوشته شده‌بود.